# أمول صغير الأزهار
أمول صغير الأزهار (الاسم العلمي:Chlorogalum parviflorum) هو نوع من النباتات يتبع جنس الأمول من الفصيلة الهليونية.